# آینه‌های وجود من
آینه‌های روح من آلبومی از هنرمند فلسطینی ریم بنا است که در سال ۲۰۰۵ منتشر شد. ریم بنا، که به عنوان بخشی از پروژه لالایی‌ها از محور شرارت به شهرت جهانی دست یافت، در این آلبوم با یک گروه نروژی با یک ضبط قطعات فولک-پاپ از آهنگ‌های فلسطینی بازمی‌گردد. این اثر که با همکاری یک گروه پنج نفره نروژی تولید شده‌است، «سبک پاپ غربی» را با ساختارهای مد و آواز خاورمیانه و اشعار عربی ترکیب می‌کند. اگرچه سبک این آلبوم با ضبط‌های قبلی متفاوت است، اما موضوع ثابت مانده‌است. این آلبوم شامل «آهنگ‌های ناامیدی و امید به زندگی»، «مردمی مبارز» و حتی ترانه ای دربارهٔ رهبر پیشین فلسطین و رئیس تشکیلات خودگردان، یاسر عرفات است.

## فهرست آهنگ
1. «آینه‌های روح من»(به عربی: مرایا الروح) - ۶:۱۹
2. «برای وجود»(به عربی: کرمال الروح) - ۴:۳۷
3. «مالک» - ۴:۰۸
4. «ای ساربان»(به عربی: یاجمال) - ۴:۳۶
5. «مشعل» - ۴:۵۱
6. «ساره» - ۵:۱۰
7. «ماه درخشید»(به عربی: لاح القمر) - ۴:۰۱
8. «قله»(به عربی: راس الجبل) - ۵:۲۴
9. «قهرمان بازگشت»(به عربی: فارس عودة) - ۵:۵۷
10. «مادربزرگ لَنگ من»(به عربی: ستّي العرجة) - ۳:۵۳
11. «صدا، عطر و پیکر»(به عربی: الصوت والرائحة والشکل) - ۶:۱۱

## نوازندگان
- ریم بنا، آواز
- الویند آرست، گیتار
- دیوید والومرود، پیانو و کیبورد
- ژرموند سیلست، گیتار بیس
- ریون ارنسن، درامز